# Place Bellecour
Place Bellecour – duży plac w Lyonie we Francji.
Wymiary placu to 312 m na 200 m i jest największym placem jasnym (tj. bez plamy zieleni, drzew lub jakiegokolwiek innego rodzaju przeszkody) w Europie. W środku znajduje się posąg króla Ludwika XIV umieszczonego na koniu, wykonany przez François-Frédérica Lemota w 1825 roku.
Plac stanowi centralny punkt w centrum miasta i znajduje się w tym miejscu jedna z największych stacji metra, Bellecour, która łączy Linie A i D. To również stąd rozchodzą się główne ulice handlowe takie jak Rue de la République, Rue Victor Hugo, jak również ma tu siedzibę biuro organizacji turystycznej w Lyonie i centralny urząd pocztowy. Znajduje się tu także diabelski młyn.
Od 1894 roku, między innymi na Place Bellecour, rozgrywany był największy w historii turniej gry w bule lyońskie – lokalna, najstarsza z uprawianych do dziś dnia francuskich gier w bule i trzecia pod względem popularności po petanque i grze prowansalskiej. Na placu Bellecour mieściła się większość torów do gry w centrum miasta ze wszystkich 700 torów na terenie całego Lyonu.